# Hadsund
Hadsund és una ciutat situada al municipi de Mariagerfjord (Dinamarca), que té 5.519 habitants (2011). Hadsund va ser fundada el 1854, quan la ciutat va rebre privilegis comercials espacials. Abans d'això no havia estat més que una travessia en ferri amb l'autorització per celebrar els mercats a banda i banda del fiord. El 1861, un comercial creat el 1883 i era l'enllaç ferroviari a Randers, a partir de 1900 també a Aalborg. Hadsund tenia dues estacions, que són Hadsund Estació del Nord, que es trobava a la ciutat, i Hadsund Estació Sud, que roman en Hadsund Sud avui. Hadsund Estació del Nord va ser demolit el 1985. El curs es va tancar l'1 d'abril de 1969.